# Unblack metal
El unblack metal (también conocido como holy unblack metal) es un término utilizado para describir a artistas con ritmo de black metal cuyas letras e imaginería intentan promover el cristianismo, además de aborrecer el anticristianismo y el satanismo. No es un género en si, sino un movimiento ideológico. Tales artistas son controversiales ya que los pioneros del black metal, en especial los de la segunda oleada, han intentado crear hostilidad ante el cristianismo[cita requerida]. También se ha sugerido que el cristianismo contradice la naturaleza oscura y los ideales individualistas y misántropos del black metal. El término suele usarse también para agrupar a las bandas que tocan metal antisatánico, ya sea en géneros como el doom, gótico o avant garde.
El comienzo exacto del movimiento del unblack metal no está claro y es cuestión de definición. La banda australiana, Horde, lanzó en el año 1994 su álbum Hellig Usvart y trajo el concepto y término holy unblack metal (un juego de palabras del lema de Darkthrone, unholy black metal) a la atención de los medios, mientras que en Noruega ya se había formado la banda Antestor como una banda de death/doom y lanzó en el año 1991 su demo The Defeat of Satan antes de cambiar su ritmo a black metal en el año 1994 con su álbum Martyrium.

## Características
El unblack metal es visto como un grupo ideológico dentro del black metal que promueve el extremismo cristiano. No existe un método para tocar unblack metal . Por lo tanto, el unblack metal incorpora los tempos rápidos, las voces desgarradoras, el tremolo picking, double-kick drumming y estructuras no convencionales de las canciones del black metal. Sin embargo las bandas de unblack metal han tocado bajo distintos estilos de black metal. En el año 2001 la enciclopedia de la A a la Z de Garry Young establece que "El encabezamiento de la parte es los actos cristianos 'Unblack' quienes para todas las intenciones y objetivos se parece, suena y emplea las imágenes del black metal mientras oculto en los gruñidos, impenetrables vocales y distorsiones están las proclamaciones de Jesucristo.
Surgió de manera contestataria a las tendencias tradicionales de black, gothic y doom metal en Europa. Agrupaciones como los noruegos de Antestor inicialmente, y posteriormente Horde, se encargaron de diseminar a inicios de los años 90 las semillas de lo que llegaría a convertirse hoy en un acuerpado movimiento de bandas cristianas de la escena underground.
A veces llamado holy unblack metal o christian black metal (abreviado CBM), el unblack metal es, musicalmente igual al black metal tradicional (aunque no escasean las bandas que toman como base el symphonic black metal).
Existe un movimiento dentro del heavy metal, llamado normalmente metal cristiano o white metal, que une a la música heavy letras de tipo cristiano y moral. Este subgénero es muy discutido por muchos críticos, y generalmente no se incluye como género aparte pues sus diferencias musicales son escasas, cayendo sus peculiaridades en el origen de sus letras. El unblack metal es la parte de este género que toma como base el black metal. Aparece llamado aparte del resto del christian metal por lo curioso de su situación.
Algunos artistas de unblack metal escriben letras atacando explícitamente el Satanismo; por ejemplo Horde. Este era un tema dominante durante la mayor parte de los años 1990. Comenzando a finales de los años 1990, los grupos comenzaron a escribir letras filosóficas e ideológicas. Estos a menudo incluyen las historias de conversión, salvación, luchas con la fe, y citas bíblicas. Las bandas de unblack metal pueden justificar su juego de black metal con motivos en los límites de la apreciación genuina de black metal como un estilo de música evangelista entre la escena del black metal p. ej. " la luz de traída en la oscuridad ". Aunque sus letras son de índole antisatánicas, morales y cristianas, el unblack no renuncia al simbolismo oscuro, violento y antimoralista del black metal y es por esa razón que recibe duras críticas de sectores tradicionales de las iglesias cristianas que se oponen al uso de imaginería mortuoria o pagana (vikinga) o elementos tradicionales del metal extremo (spikes, clavos, navajas, etc.). Actualmente el género está empezando a cobrar fama gracias a bandas como Slechtvalk, Frost Like Ashes, Underoath (primer época), Niminal devil en Estados Unidos, Hortor, Screams of damnation, killer koalas en México, y Surmount Darkness en Colombia.
A pesar de que muchas de estas bandas cristianas han aparecido últimamente, el núcleo del black metal permanece hoy en día arraigado a sus raíces anticristianas y de exaltación a lo oscuro y satánico. El unblack metal es rechazado por muchos seguidores militantes del black metal, puesto que se dice que la base fundamental de este género fue el satanismo y anticristianismo por lo tanto se niegan a creer que algo que salió de sus raíces pueda ser usado para fines opuestos.

## Bandas que han impulsado este movimiento
- Admonish
- Antestor
- Crimson Moonlight
- Horde
- Slechtvalk
- Vaakevandring